# Brian Storseth
Brian S. Storseth (né le 13 février 1978 à Barrhead, Alberta) est un homme politique canadien.

## Biographie
Il a été député à la Chambre des communes du Canada, représentant la circonscription albertaine de Westlock—St. Paul de 2006 à 2015 sous la bannière du Parti conservateur du Canada.
Né à Barrhead (Alberta), il étudie la science politique à l'Université de l'Alberta. À l'âge de 24 ans il est élu au conseil municipal. Il a possédé et exploité sa propre entreprise à St. Paul (Alberta), et pendant qu'il est à l'Université de l'Alberta il travaille au bureau du Président de l'Assemblée législative de l'Alberta.
En 2006, il est élu par une marge de plus de 53 % sur son plus proche rival. Il ne s'est pas représenté lors des élections générales de 2015.